# Манхаттан (Канзас)
Манхаттан (англ. Manhattan) — американский город; входит в два округа штата Канзас, Поттавотоми и Райли, являясь окружным центром последнего. 
По данным переписи, в 2010 году население города составляло 52 281 человек. 

## История
Город был основан поселенцами из Новой Англии Emigrant Aid Company как город свободного штата в 1850-х годах, во время кровоточащей эпохи Канзаса.
Имеет прозвище «Маленькое Яблоко», отсылающее к историческому центру «Большого Яблока» Нью-Йорка, больше всего известен как родина Канзасского государственного университета и отличается особой атмосферой студенческого городка. 
В 1952 году город был награждён премией «All-America City Award» (с англ. — «Всеамериканский город») присуждаемой Национальной гражданской лигой, которую неофициально называют «Нобелевской премией за конструктивное гражданство» и которая выдается за активную гражданскую позицию жителей некорпоративных сообществ Соединённых Штатов в жизни местного самоуправления. 
В 13 километрах к западу от Манхаттана расположена военная база Форт-Райли.

## География
Город Манхаттан расположен в северо-восточном Канзасе при впадении Биг-Блу-Ривер в реку Канзас.
В соответствии с данными указанными на сайте центрального статистического органа страны — Бюро переписи населения США, общая площадь города Манхаттан составляет 18,79 квадратных мили (48,67 км²), из которых 18,76 квадратных мили (48,59 км²) занимает суша, а 0,03 квадратных мили (0,08 км²) приходится на водную поверхность.